# Parietaria debilis
Parietaria debilis es una especie de plantas con flores perteneciente a la familia Urticaceae. Es endémica de Europa central y meridional, Asia occidental y norte de África. Es una planta muy común que crece hasta en paredes de edificios abandonados, viejos muros y ruinas. 

## Características
Es una planta herbácea anual de ciclo inverno-primaveral,  con muchas ramas cubiertas de pelillos rugosos (tricomas). Tiene los tallos de color rojo y alcanza una altura de 1 a 4 dm, excepcionalmente hasta 7. Hojas verdosas claro y son de 1-3 cm x 5-20 mm, alternas, pecioladas de 1-3 cm de largo, ovadas, con pelillos en ambos lados.  Flores son verdosas o blanquecinas y brotan en las axilas de las hojas sin pedúnculos y agrupadas de cinco en cinco formando glomérulos.
El fruto es un aquenio negro y brillante.

## Propiedades
- Contiene principios amargos, taninos, flavonoides, oxalato cálcico y mucílagos.
- Tiene un moderado efecto diurético y se recomienda en casos de cálculos renales y dificultades en la micción.
- Es depurativo y por vía externa como cataplasma se aplica en casos de hemorroides y dolores de la gota.

## Taxonomía
Parietaria debilis fue descrita por (Linneo) G.Forst. y publicado en Florulae Insularum Australium Prodromus 73, en el año 1786.
Etimología
Parietaria: nombre genérico que deriva del término latíno paries, -etis = "muro, pared", en referencia a las plantas que crecen en los muros viejos.
debilis: epíteto latíno que significa "débil"
Sinonimia
- Freirea australis Nees
- Freirea debilis (G.Forst.) Jarm.
- Freirea erecta Phil.
- Freirea humifusa Gay
- Freirea micrantha (Ledeb.) Jarm.
- Freirea steudelii Blume
- Parietaria coreana Nakai
- Parietaria fernandeziana Navas
- Parietaria gracilis Lowe
- Parietaria lusitanica var. micrantha (Ledeb.) Chrtek
- Parietaria micrantha Ledeb.
- Urtica debilis Endl.
- Urtica freireiformis Steud.
- Urtica parietariifolia Bertero ex Steud.[4][5]

## Nombre común
- Castellano: ocucha, cañarroya, caracolera, parietaria